# Bergewöhrden
Bergewöhrden település Németországban, Schleswig-Holstein tartományban. Lakosainak száma 36 fő (2023. december 31.).

## Népesség
A település népességének változása:
| Lakosok száma | 34   | 33   | 37   | 37   | 35   | 36   |
|               | 1975 | 2017 | 2019 | 2021 | 2022 | 2023 |